# Доній Скрад
45°20′ пн. ш. 15°31′ сх. д. / 45.34° пн. ш. 15.51° сх. д.
Доній Скрад (хорв. Donji Skrad) — населений пункт у Хорватії, у Карловацькій жупанії у складі громади Барилович.

## Населення
Населення за даними перепису 2011 року становило 19 осіб.
Динаміка чисельності населення поселення: